# Stephanie Fantauzzi
Stephanie Vanessa Fantauzzi (* 17. März 1987 in São Paulo, Brasilien) ist ein US-amerikanisches Model, Sängerin und Schauspielerin. Bekanntheit erlangte sie durch ihre Rolle als Estefania in Showtimes Shameless.

## Leben und Karriere
Stephanie Fantauzzi wurde im März 1987 in São Paulo geboren und wuchs in Boca Raton in Florida auf. Sie ist brasilianischer und italienischer Abstammung. Ihre ersten Auftritte als Model und Sängerin hatte sie in New York und Miami. An der Florida Atlantic University studierte sie Journalismus und Soziologie.
Während sie 2009 mit ihrem Vater Brasilien besuchte, bekam sie ihre erste Filmrolle in Marcio Garcias Regiedebüt, Predileção. Stephanie trat in zahlreichen nationalen Werbespots und Fernsehshows auf, darunter MTVs Death Valley und Nickelodeons Big Time Rush.
Im Herbst 2011 begann Stephanie ihre wiederkehrende Rolle als Estefania in Shameless und spielte Jimmys Frau, die Tochter des brasilianischen Drogenbarons Nando.

## Filmografie (Auswahl)
- 2010: Big Time Rush
- 2011: Death Valley (Fernsehserie, 1 Folge)
- 2012–2013: Shameless (Fernsehserie, 13 Folgen)
- 2013: Navy CIS: L.A. (Fernsehserie, 1 Folge)
- 2014: Henry Danger (Fernsehserie, 1 Folge)
- 2015: Navy CIS (Fernsehserie, 1 Folge)
- 2016: Blue Bloods – Crime Scene New York (Fernsehserie, 1 Folge)
- 2017: Chicago P.D. (Fernsehserie, 1 Folge)
- 2017: The Girl Who Invented Kissing